# Elephantiformes
Sous-ordre
Taxons de rang inférieur
- †Eritreum
- †Hemimastodon
- †Palaeomastodon
- †Phiomia
- Elephantimorpha

Les Elephantiformes (éléphantiformes en français) sont un sous-ordre de l’ordre  des Proboscidea qui contient les éléphants ainsi que leurs parents éteints.

## Publication originale
- (en) Jeheskel Shoshani et Pascal Tassy, « Advances in proboscidean taxonomy & classification, anatomy & physiology, and ecology & behavior », Quaternary International, Elsevier, vol. 126-128,‎ janvier 2005, p. 5-20 (ISSN 1040-6182 et 1873-4553, OCLC 18471518, DOI 10.1016/J.QUAINT.2004.04.011).